# Jonathan Joubert
Jonathan Joubert (* 12. September 1979 in Metz) ist ein ehemaliger französisch-luxemburgischer Fußballtorwart. Er ist mit 539 Partien Rekordspieler der BGL Ligue in Luxemburg und mit 14 Titel auch dessen Rekordgewinner.

## Karriere

### Verein
Jonathan Joubert begann mit dem Fußballspielen im Nachwuchs seines französischen Heimatklubs FC Metz und ab der Saison 1997/98 spielte er dort auch in der Reservemannschaft. Im Sommer 1999 ging er dann in die erste luxemburgische Liga zum CS Grevenmacher. 2004 wechselte er weiter zum F91 Düdelingen. Am 11. September 2016 bestritt Joubert sein insgesamt 425. Erstligaspiel in Luxemburg und löste Denis Scuto als Rekordspieler der BGL Ligue ab. Nach 16 Jahren, 20 nationalen Titeln und knapp 450 Pflichtspielen für den F91 wechselte er zur Saison 2020/21 weiter zum Erstliga-Aufsteiger Swift Hesperingen. Doch schon eine Saison später kehrte der mittlerweile 41-jährige Torhüter wieder zum F91 Düdelingen zurück. Dort beendete Joubert im Sommer 2023 nach 539 Erstligaspielen seine aktive Karriere. 

### Nationalmannschaft
Nach seiner Einbürgerung gab Joubert am 3. Juni 2006 in einem Freundschaftsspiel gegen Portugal (Endstand: 0:3) sein Debüt in der luxemburgischen A-Nationalmannschaft. Im September 2016 bestritt er in Bulgarien das letzte seiner 86 Länderspiele und beendete vorerst seine Karriere dort. Wegen der verletzungsbedingten Ausfälle seiner beiden Nachfolger Ralph Schon und Anthony Moris berief ihn Nationaltrainer Luc Holtz im August 2017 erneut in die Nationalmannschaft für zwei Spiele gegen Weißrussland und Frankreich. Bis Oktober 2017 bestritt er dann weitere vier Länderspiele und beendete mit 90 Einsätzen endgültig seine Karriere in der Nationalmannschaft.

## Erfolge
- Luxemburgischer Meister: 2003, 2004, 2005, 2006, 2007, 2008, 2009, 2011, 2012, 2014, 2016, 2017, 2018, 2019, 2022
- Luxemburgischer Pokalsieger: 2003, 2006, 2007, 2009, 2012, 2016, 2017, 2019
- Luxemburgischer Ligapokalsieger: 2016